# عودة سدير
عودة سدير بلدة من بلدان إقليم سدير الواقع في الجزء الشمالي من منطقة الرياض بالمملكة العربية السعودية حيث تبعد 150 كيلومتر شمال غرب العاصمة الرياض وتشغل مساحة من غرب العتك الكبير وحتى سفوح جبال طويق الشرقية. تتمركز البلدة القديمة منها في وادي سدير المعروف قديماً بوادي الفقي -الباطن-، ويجاورها من الناحية الغربية وادي أراط.
عرفت عودة سدير قديماً باسم جمّاز، وفي ذلك ذكر الحسن بن أحمد الهمذاني في كتابه صفة جزيرة العرب : «ثم تقفز من العتك في بطن ذي أراط تستند في عارض الفقي فأول قراه جمّاز وهي ربابية ملكانية عدوية من رهط ذي الرمة الربابي التميمي ثم تمضي في بطن الفقي وهو واد كثير النخل والآبار». وربما يكون اسم جمّاز مأخوذاً، وقد سك وادي الفقي بعد هزيمة مسيلمة في اليمامة. وذكر الدكتور عبد العزيز بن محمد الفيصل في كتابه عودة سدير أنها كانت مدينة قديمة تشمل أحياء العودة الحالية، ومدينة غيلان، وجمّاز، والقرناء، وهي أقدم الأحياء حيث تشتمل على آثار مطمورة تحت الأرض، ويلي القرناء في القدم جمّاز، وجمّاز الآن أطلال وأبنية متهدمة وأحجار متناثرة، وعلى مسافة ألف متر من جمّاز من الناحية الغربية تقع مدينة غيلان، ومدينة غيلان الآن ماتزال شامخة وهي تشتمل على قصر كبير يبلغ طوله مئة متر تقريباً وعرضه سبعين متراً يتبعه ملحقات خارج القصر. ومن الأحياء المندثرة مسافر، وفيما يبدو أن الحي لم يهجر إلا منذ ثلاثمئة سنة أو ما يقرب من ذلك.
تشتهر عودة سدير بخصوبة الأرض وتعدد الأودية، ما أدى بالنتيجة إلى ازدهار الزراعة واتساع المراعي، ويعتمد أهلها في المقام الأول على الزراعة حيث ينتج المزارعون أجود الأنواع من القمح والذرة والشعير، فضلاً عن اهتمامهم الكبير بالنخيل وإنتاج أنواع متعددة من التمور مثل الخضري والمقفزي والدخيني والحلوة والصقعي والمسكاني والسودي. وتعتمد في ذلك على السيول الجارية في وادي سدير المعروف عند أهل البلدة بالباطن، فإذا سال هذا الوادي امتلأت الآبار بالماء وارتوت النخيل، بالإضافة إلى عدة أودية مثل وادي الجوفاء ويسقي أعلى البلدة، ووادي الشعبة ويسقي أسفل البلدة، ووادي الداخلة ويسقي أسفل البلدة وصنع جنوب البلدة (المسيل الخاص) ويسقي مزارع وقصر أسرة العيسى.
تعكس الحياة الاجتماعية في عودة سدير تقاليد ومأثورات أهل نجد، حيث تتوارث فيها ومنذ القدم العرضة النجدية والتي يحرص أهاليها على إقامتها في المناسبات السعيدة خاصة يوم العيد، ومن الفنون الشعبية لمحبي الشعر، غناء الحصاد ويؤديه المزارعون خاصة عند سنابل القمح، وفن الشعر المعروف بالرد والشعر الشعبي.
و قد امتدت مظاهر النهضة والعمران إلى عودة سدير مثلها مثل مدن وقرى المملكة، حيث شيدت فيها المساكن الحديثة والمؤسسات التجارية والمنشآت التعليمية والصحية، وتم تزويدها بكافة المرافق والمنافع العامة.
وهناك أيضا أماكن واثار عثر عليها هناك من قبل الهيئة العامة للسياحة والتراث الوطني السعودية وهناك مصادر ان هذه الاثار قبل الإسلام

## المعالم التاريخية

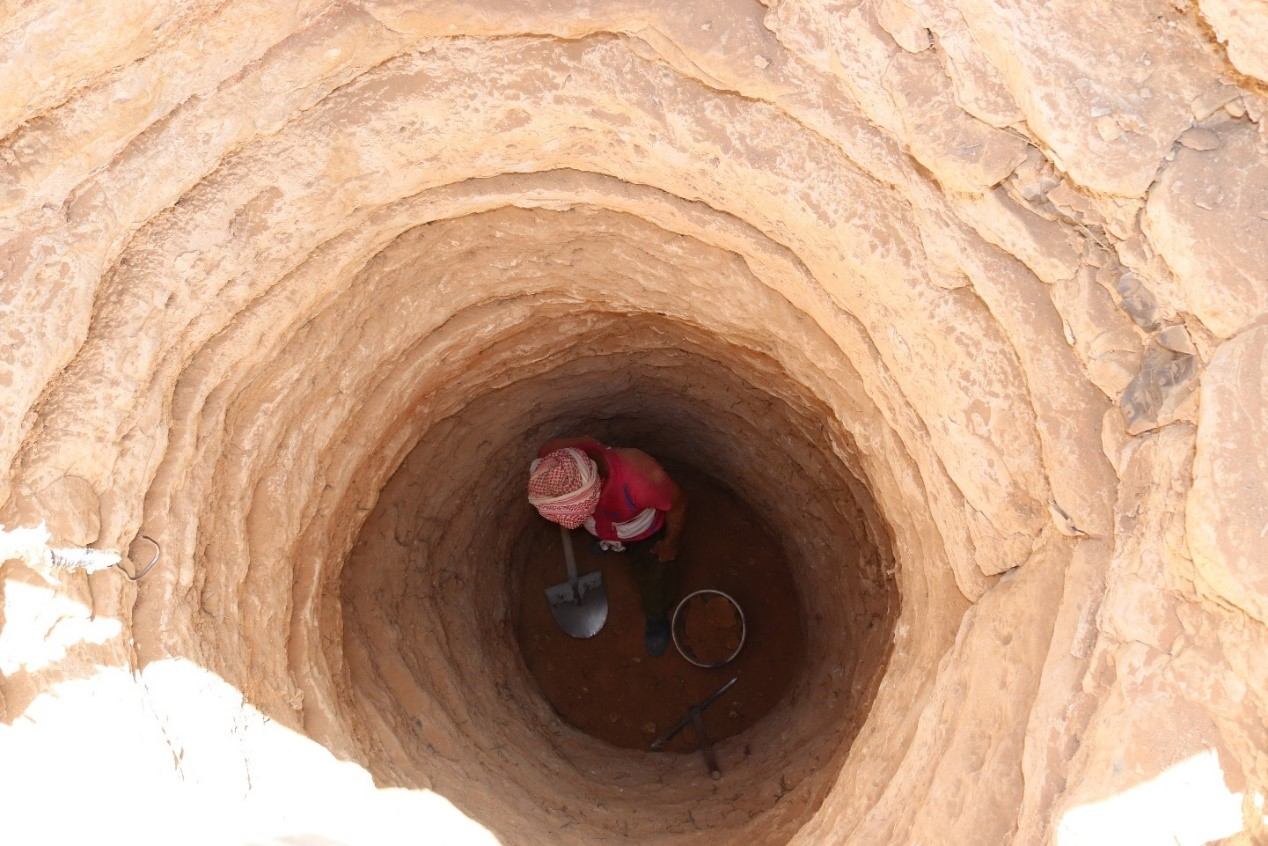

تضم عودة سدير العديد من المعالم التاريخية التي تظهر ماضيها القديم، منها:
- الحوامي: وهي الأسوار المحيطة بالبلدة، تتكون من أربعة أسوار كبيرة أحدها السور المحيط بالبيوت، والثلاثة أسوار الأخرى تحيط بالبساتين والنخيل.
- المرقب: برج على جبل جنوب البلدة، بني من الطين والحجارة.
- مدينة غيلان: مشهورة منذ القدم وتشتمل على قصر كبير فيه بئر محفورة في الصخر وما زالت جدرانه الجنوبية والشرقية سليمة، ويحتمل أن القصر لغيلان ذو الرمة الشاعر الأموي.
- الشطيط: سد قديم ما زالت آثاره قائمة في وسط الوادي.

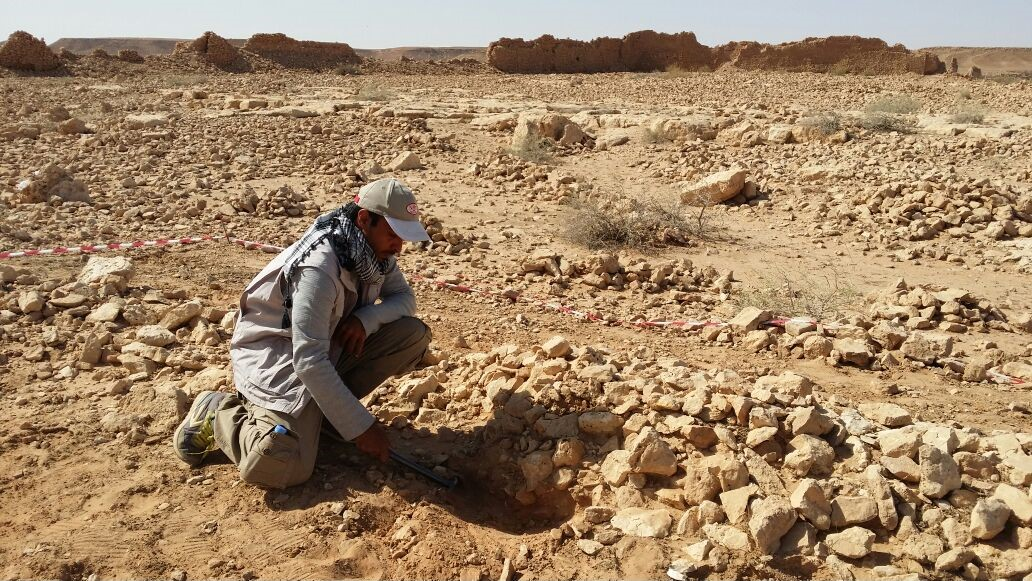

- دريب الشريف: درب ضيق وسط أحد الجبال.

## التنقيبات الأثرية في موقع غيلان

كشفت أعمال التنقيبات الأثرية لموقع غيلان الأثري بعودة سدير، عن عدد من الكسر الفخارية لأواني مزججة وغير مزججة تعود للفترة الإسلامية المبكرة، ما يشير إلى أن الموقع يحتوي على فترة استيطان مبكرة ربما تظهر بكثافة في أجزاء أخرى من محيط القصر.
وأظهرت أعمال التنقيبات التي قام بها فريق متخصص من قطاع الآثار والمتاحف بالهيئة العامة للسياحة والتراث الوطني (سابقا) بالتعاون بدعم وتمويل من كليات الشرق العربي للدراسات العليا، أن قصر غيلان بني في موقع مميز على سفح جبل يطل على وادي سدير، حيث تبلغ مساحته (18.000م2) بارتفاع (684م) عن مستوى سطح البحر، ويتبع للقصر مباني ملحقة تحاذيه من الخلف، وقد بني من مداميك الحجارة المرصوصة المختلفة الاشكال يربط بينها مونة من الطين على طبقتين، إضافة إلى اختلاف طريقة وأسلوب بناء القصر عن أسوار وحوامي البلدة القديمة لعودة سدير التي بنيت بطريقة العروق الطينية وهو أسلوب البناء التقليدي لأسوار بلدان نجد قديماً.
كما أظهرت الكشوفات التي تمت في الموقع وبمقارنة بناء القصر وتقسيماته بالمواقع القريبة منه الواقعة بعودة سدير المسجلة لدى الهيئة وهي: قارة الزبير، موقع مسافر، موقع القرناء، موقع جماز، أن غالبية هذه المواقع بنيت بالحجارة والطين حسب ما تم مشاهدته من بقايا الأساسات وأسوار قصر غيلان، وتتشابه تلك المواقع في طريقة البناء وتقسيمات المنشآت، ووجود بعض أساسات القنوات المائية كموقع مسافر وجماز والآبار، كما تم تسجيل ملتقطات سطحية متشابهة في النوع وطريقة الصناعة، ما يعطي دليلا على أن المواقع الأثرية بعودة سدير مرتبطة ببعض وفي فترة تاريخية متقاربة وربما هي أحياء لمدينة في وادي سدير.

## الطرق قديماً
الطرق المسلوكة من وإلى البلدة طرق سهلة تسير في بطن الوادي وطرق جبلية، فالطرق السهلة هي الصاعدة إلى قرى وادي سدير حيث تتجه غرباً مسندة الوادي، والطرق المنحدرة مع الوادي حيث تسير شرقاً متجهة إلى الرياض.
أما الطرق الجبلية فتتجه جنوباً حيث تربط البلدة بمنطقة الوشم والمحمل، والطرق هنا مسالك جبلية معروفة بأسمائها ومنها: درب الزمل، درب الرجيلة، درب داحس، درب مخارق، درب مصيليت، درب الشريف.
وهذه الطرق وعرة وربما هلك سالكها عندما ينحرف عن الدرب يميناً أو شمالاً كما حصل لرجل اسمه داحس، وكما جرى بجيش زيد الشريف، وأما الطرق الجبلية المتجهة شمالاً فهي أقل وعورة، وهذه الطرق تربط البلدة بالقرى المجاورة مثل الخطامة وعشيرة سدير وتمير كما تربط البلدة بالدهناء والصمان.